# Alexandr Ivanovič Marinesko
Alexandr Ivanovič Marinesko (rusky: Александр Иванович Маринеско, 15. ledna 1913 Oděsa – 25. listopadu 1963 Leningrad) byl sovětský námořní důstojník a během druhé světové války kapitán ponorky S-13, která potopila německou vojenskou dopravní loď Wilhelma Gustloffa. Potopení Wilhelma Gustloffa vešlo do dějin jako největší námořní katastrofa v dějinách. Deset dní po této události, byla Alexandrem Marineskem potopená další německá vojenská loď General von Steuben. Tento čin si pro změnu vysloužil titul 5. největší námořní katastrofy v dějinách. Tímto se Alexandr Marinesko stal nejúspěšnější sovětským velitelem ponorek z hlediska BRT. Na své konto si zapsal 42 000 BRT, za co mu byl v roce 1990 posmrtně udělen titul Hrdina Sovětského svazu.

## Mládí
Alexandr Marinesko se narodil v Oděsi jako syn rumunského námořníka Iona Marinesca a Ukrajinky Taťány Michajlovny Kovalové. Jeho otec uprchl do carského Ruska. Alexandr Marinesko absolvoval výcvik v sovětském obchodním námořnictvu a v Černomořské flotile a později byl převelen na velitelskou pozici v Baltské flotile. V březnu 1936 byl povýšen na praporčíka a v listopadu 1938 postoupil na staršího podporučíka. V létě 1939 byl jmenován velitelem nové ponorky M-96. Když v polovině roku 1940 vstoupila do služby, byla prohlášena za nejlepší ponorku Baltského loďstva. V roce 1940 byl Alexandr Marinesko vyznamenán zlatými hodinkami a povýšen na hodnost kapitánporučíka.

## Druhá světová válka

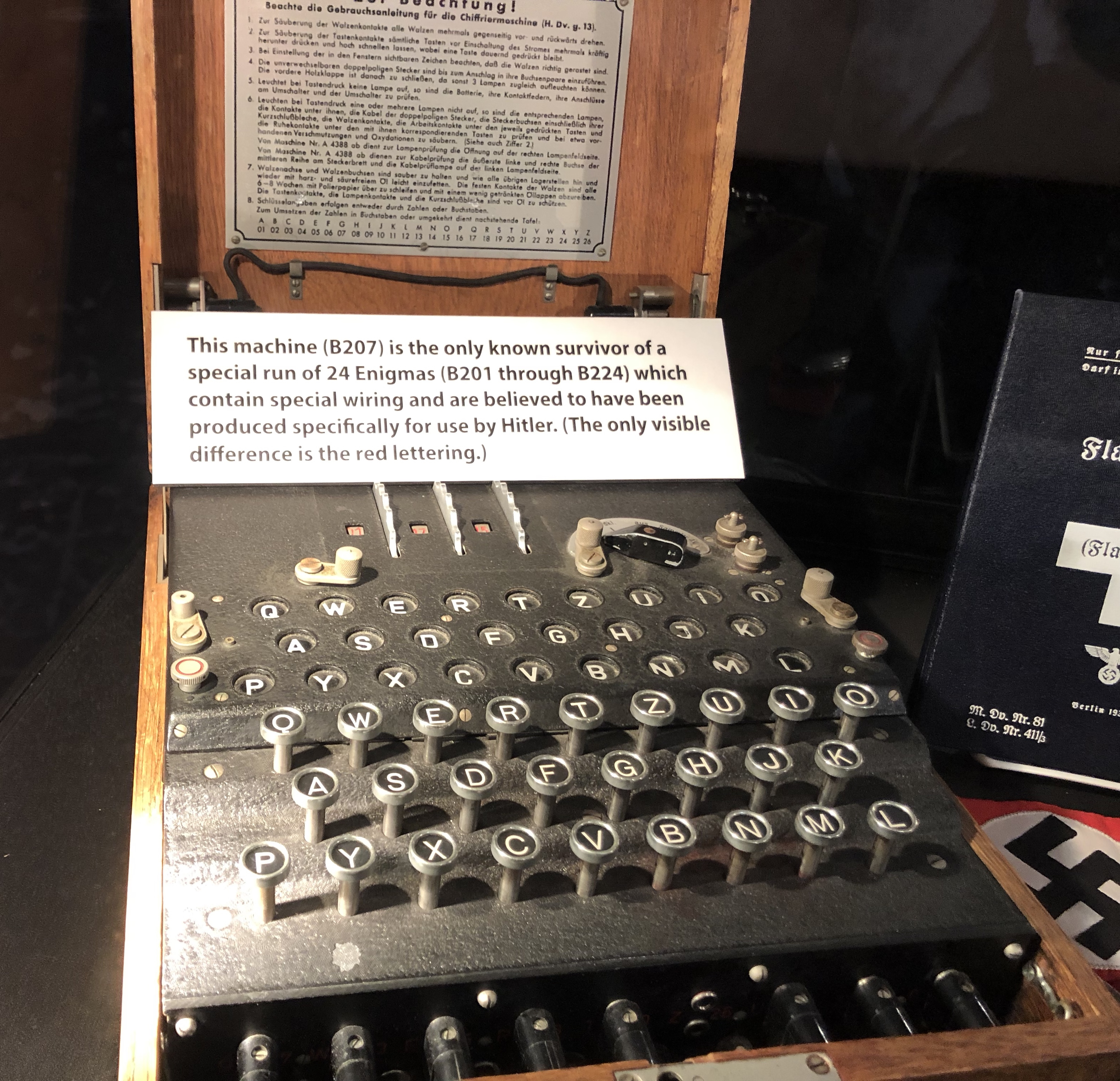
Enigma

Nacistické Německo napadlo SSSR v červnu 1941. V prvních dnech Velké vlastenecké války byla ponorka M-96 pod velením Marineska přemístěna do Paldiski, poté do Tallinnu a na konec byla přesunuta do Rižského zálivu. V lednu 1941 podal kapitán Jevgenij Junakov o 27letém veliteli ponorky Marineskovi následující charakteristiku: Marinesko je rozhodný, statečný, vynalézavý a bystrý. V srpnu 1941 se plánovalo převezení ponorky do Kaspického moře, ale pak se od této myšlenky z důvodu blokády Leningradu upustilo. V říjnu 1941 Alexandra Marineska vyloučili z kandidátů na VKS(b) pro opilství a organizaci hazardu (komisař divize, který něco takového dovolil, dostal deset let v lágrech s podmíněným trestem a byl poslán na frontu). Dne 14. února 1942 byla ponorka poškozena dělostřeleckým granátem během bombardování. Na další bojovou plavbu se M-96 vydala až 12. srpna 1942. Dne 14. srpna 1942 loď zaútočila na německý konvoj tvořený třemi transporty střeženými dvěma těžkými plovoucími plavidly. Podle Marineskova hlášení vypálil dvě torpéda na německý transport, přičemž uslyšel silný výbuch, interpretovaný jako výsledek zásahu torpédem, v důsledku čehož byl člun vyhodnocen jako potápějící se transport. Podle německých zdrojů byl útok však neúspěšný - lodě zpozorovaly stopu jednoho torpéda, kterému se úspěšně vyhnuly, a poté bezvýsledně zaútočily na ponorku dělostřelectvem a hlubinnými bombami. Při návratu z pozice před plánovaným termínem (docházelo mu palivo a munice pro regeneraci vzduchu) Marinesko nevaroval sovětské hlídky a při vynoření nevztyčil námořní vlajku, což mělo za následek, že loď byla téměř potopena vlastními čluny. V listopadu 1942 připlula M-96 do Narvské zátoky, aby vylodil průzkumný tým pro operaci, jejímž cílem bylo zmocnit se šifrovacího stroje Enigma na velitelství německého pluku. Šifrovací stroj tam však nebyl. Přesto byly velitelovy činy vysoce oceněny a Marinesko byl vyznamenán Leninovým řádem. Koncem roku 1942 byl Marinesko povýšen do hodnosti kapitána a byl opět přijat jako kandidát na VKS(b).

### Wilhelm GustloffaSteuben

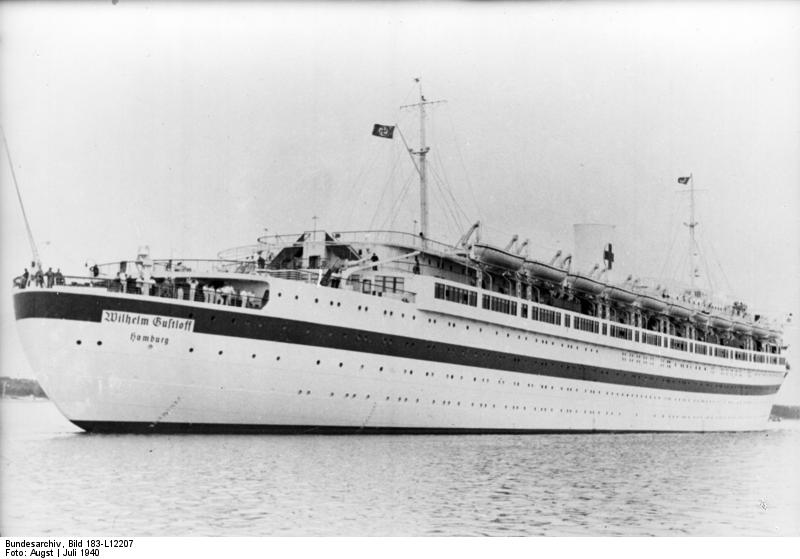
Wilhelm Gustloff

Alexandr Marinesko opustilo námořní základnu Porkkala 11. ledna 1945 a 13. ledna zaujal pozici poblíž Kolberg. Během několika následujících dní byla jeho ponorka několikrát napadena německými torpédovými čluny. Dne 30. ledna 1945 S-13 napadla a potopila loď Wilhelma Gustloffa, která evakuovala civilisty, většinou rodiny s dětmi a vojenský personál z Východního Pruska. Ztráty na životech se odhadují na 9 400 osob. O několik dní později, 10. února, Alexandr Marinesko dvěma torpédy potopil druhou německou loď, Steuben, která převážela převážně zraněný vojenský personál a přes 800 civilistů, přičemž celkový počet obětí se odhaduje na 4 267. Alexandr Marinesko se tak stal nejúspěšnějším sovětským velitelem ponorek z hlediska (BRT)- Před potopením lodi Wilhelma Gustloffa čelil Alexandr Marinesko vojenskému soudu kvůli svým problémům s alkoholem, a proto byl považován za "nevhodného hrdinu Sovětského svazů". Místo toho mu byl udělen Řád rudého praporu.

### Konec války
Veliteli S-13, Alexandrovi Marineskovi byly nejen odpuštěny jeho předchozí prohřešky, ale byl mu také udělen titul Hrdina Sovětského svazu. Velitel ponorkové brigády kapitán 1. stupně L. A. Kurnikov však snížil status vyznamenání na Řád rudého praporu. Dne 14. září 1945 byl vydán tajný rozkaz č. 01979 lidového komisaře námořnictva Nikolaje Gerasimoviče Kuzněcova, který Alexandra Ivanoviče Marineska odvolal z funkce a degradoval ho do hodnosti poručíka ". V roce 1960 byl rozkaz o degradaci zrušen, což dalo již velmi nemocnému Marineskovi možnost pobírat plný důchod. Opilství a promiskuita nebyly u sovětských důstojníků neobvyklými společníky. Alexandr Marinesko se ovšem v této oblasti opravdu "vyznamenal", do takové míry, že si vysloužil propuštění ze služeb a degradaci hodnosti. Sám komisař N.G. Kuzněcov přátelsky Marineskovi radil, aby se nad svým chováním zamyslel. Všechny snahy se ukázaly jako marné a Kuzněcova nakonec prostě přestalo bavit snášet výstřelky ponorkáře vyzdvihovaného stalinskou propagandou. V říjnu 1945 byl beze cti propuštěn z námořnictva.

## Po válce
Po válce v letech 1946-1949 pracoval Marinesko jako starší asistent kapitána na lodích Baltské státní obchodní námořní společnosti a v roce 1949 jako zástupce ředitele Leningradského výzkumného ústavu krevní transfuze. V roce 1949 byl odsouzen ke třem letům vězení za zpronevěru socialistického majetku[8] a trest si odpykával ve Vaninu. V letech 1951-1953 pracoval jako topograf pro expedici Oněga-Ladoga, a od roku 1953 byl vedoucím zásobovacího oddělení Leningradského závodu Mezon. V roce 1960 byl znovu povýšen na kapitána a byl mu přiznán plný důchod. V roce 1963 se Alexandrovi Marineskovi dostalo tradičního ceremoniálu, který náležel kapitánovi po úspěšném návratu z mise. Zemřel 25. listopadu 1963 na rakovinu, a byl pohřben na Bogoslovském hřbitově v Petrohradě. Alexandr Marinesko byl v roce 1990 posmrtně vyznamenán medailí Hrdinou Sovětského svazu, Michailem Gorbačovem.

## Památky
- V roce 1990 byla na jeho počest přejmenována petrohradská Ulice stavitelů na Ulici Marineska, která se nachází v Kirovském okrese a spojuje ulice Avtovská a Zajcevova.
- V Kronštadtu, na ulici Kommunisticheskaya, kde Marinesko žil, byla instalována pamětní deska .
- Bylo po něm pojmenováno Muzeum ruských ponorkových sil v Petrohradě,[4]

Byli mu věnované pomníky v Kaliningradu, Kronštadtu, Oděsi, Lochvyjci a Petrohradě.
- Sovětský svaz a Moldavsko vytvořili sérii poštovných známek s tváří Alexandra Marineska
- Je jednou z výraznějších postav románu Güntera Grasse, Krabí chodník'. (2002), který podrobně popisuje potopení lodi Wilhelm Gustloff.
- V roce 2013 na počest 100. výročí narození Alexandra Marineska byli „Svazem vojenských námořníků“ vydány pamětní medaili odkazující na „100. výročí narození hrdiny Sovětského svazu Alexandra Ivanoviče Marineska.

## Vyznamenání
- Hrdina Sovětského svazu
- Dva Leninovy řády
- Dva řády rudého praporu
- Medaile Za bojové zásluhy
- Medaile Za obranu Leningradu
- Medaile za vítězství nad Německem ve Velké vlastenecké válce 1941–1945
- Pamětní medaile 250. výročí Leningradu